# Croton culiacanensis
Espèce
Croton culiacanensis est une espèce de plantes à fleurs du genre Croton et de la famille des Euphorbiaceae, présente au Mexique (Sinaloa, Jalisco).